# Museo de Naturaleza y Arqueología

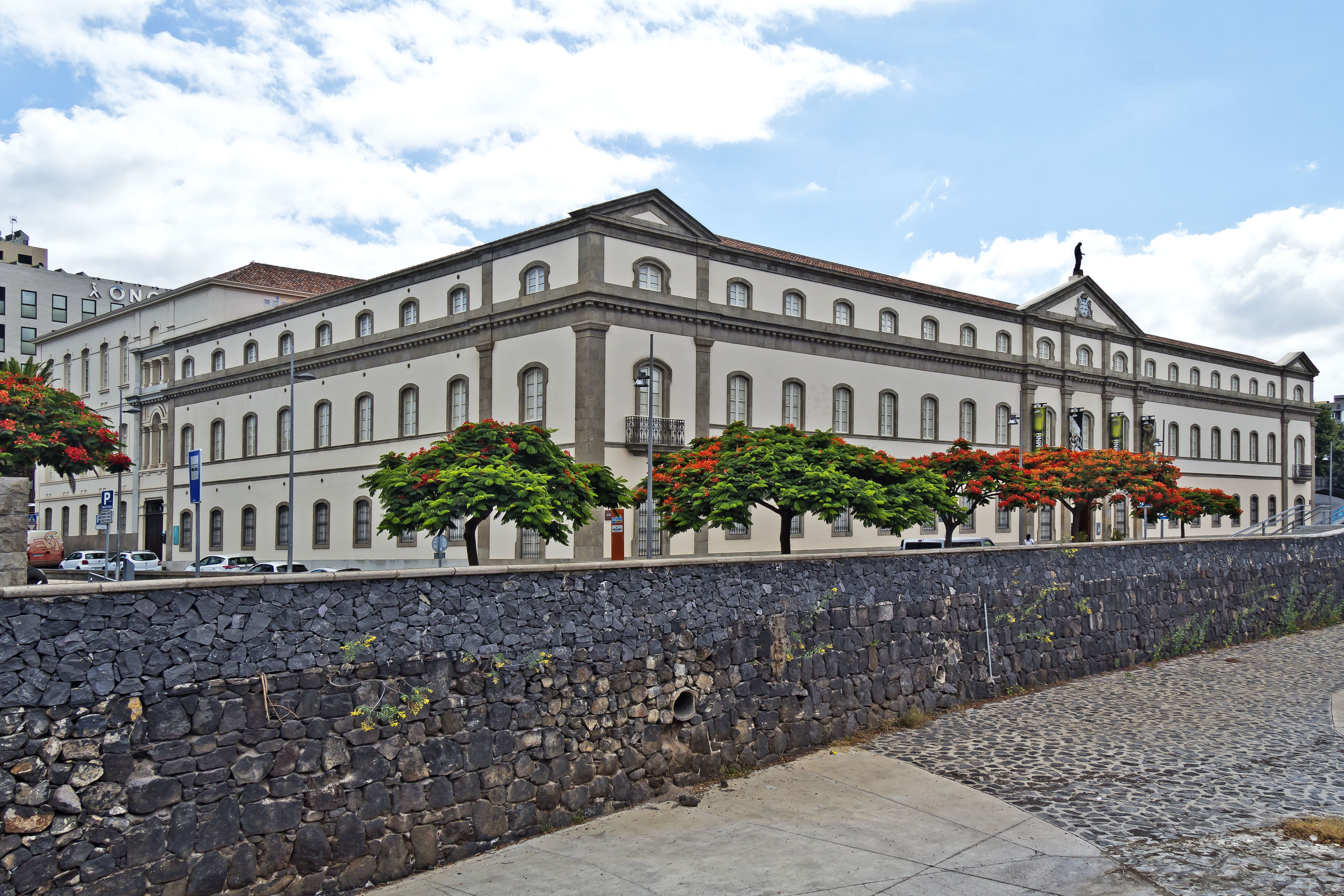
Das Museumsgebäude am Barranco de Santos

Das Museo de Naturaleza y Arqueología (Museum für Natur und Archäologie), bis November 2018 Museo de la Naturaleza y el Hombre (Museum der Natur und des Menschen) in Santa Cruz de Tenerife zeigt in einem Teil seiner Dauerausstellungen die geologischen, klimatischen und biologischen Verhältnisse der Kanarischen Inseln. Der andere Teil beschäftigt sich mit archäologischen Funden, die in erster Linie die Geschichte der kanarischen Urbevölkerungen betreffen.
Das Museum ist seit seiner Eröffnung im Jahr 2002 im Antiguo Hospital Civil, einem ehemaligen Krankenhaus in Santa Cruz de Tenerife, untergebracht. Träger ist das Cabildo Insular de Tenerife in Form der Körperschaft Museos de Tenerife. Im November 2018 wurde der Name Museo de la Naturaleza y el Hombre abgeschafft, weil y el Hombre eher auf Anthropologie hinweist und weil Hombre auch als Mann verstanden werden kann, was den Inhalten der Ausstellungen nicht entspricht.

## Geschichte des Museums
Im Juni 1951 wurde in Santa Cruz de Tenerife das Museo Insular de Ciencias naturales gegründet. Sein Bestand setzte sich aus verschiedenen privaten Sammlungen unterschiedlichen Ursprungs zusammen. Sein Sitz war in einem alten Gebäude an der Stelle, an der später der Parque de la Granja geschaffen wurde. Im Jahr 1974 wurden die Bestände in das Antiguo Hospital Civil verlegt. Das Museo Arqueológico de Tenerife eröffnete 1958 mit den Sammlungen des Städtischen Museums (Abteilung Archäologie, und Anthropologie), den Beständen des Museums Villa Benítez und des Provinzkommissariates für Archäologische Ausgrabungen, des Gabinete Científico und kleinerer privater Sammlungen. In dieser Sammlung sollten alle archäologischen Materialien und Funde der Vorgeschichte Teneriffas, erweitert um die Ergebnisse der zahlreichen neuen Ausgrabungen, zusammengefasst werden. Das Archäologische Museum befand sich in den Räumen des Gebäudes des Cabildo Insular, bis es 1994 auch im Antiguo Hospital Civil untergebracht wurde. Im Jahr 1993 gründete der Organismo Autónomo de Museos y Centros das Instituto Canario de Bioantropología zum Zweck der wissenschaftlichen Forschung auf den Gebieten der Bioanthropologie und der menschlichen Paläontologie, der forensischen Anthropologie und der Genetik. Am Ende der 1990er Jahre wurden das Museo Insular de Ciencias naturales, das Museo Arqueológico de Tenerife und das Instituto Canario de Bioantropología in dem Museo de la Naturaleza y el Hombre zusammengefasst, das am 9. Januar 2002 von der spanischen Königin Sofía im Antiguo Hospital Civil eröffnet wurde.

## Dauerausstellungen des Museums

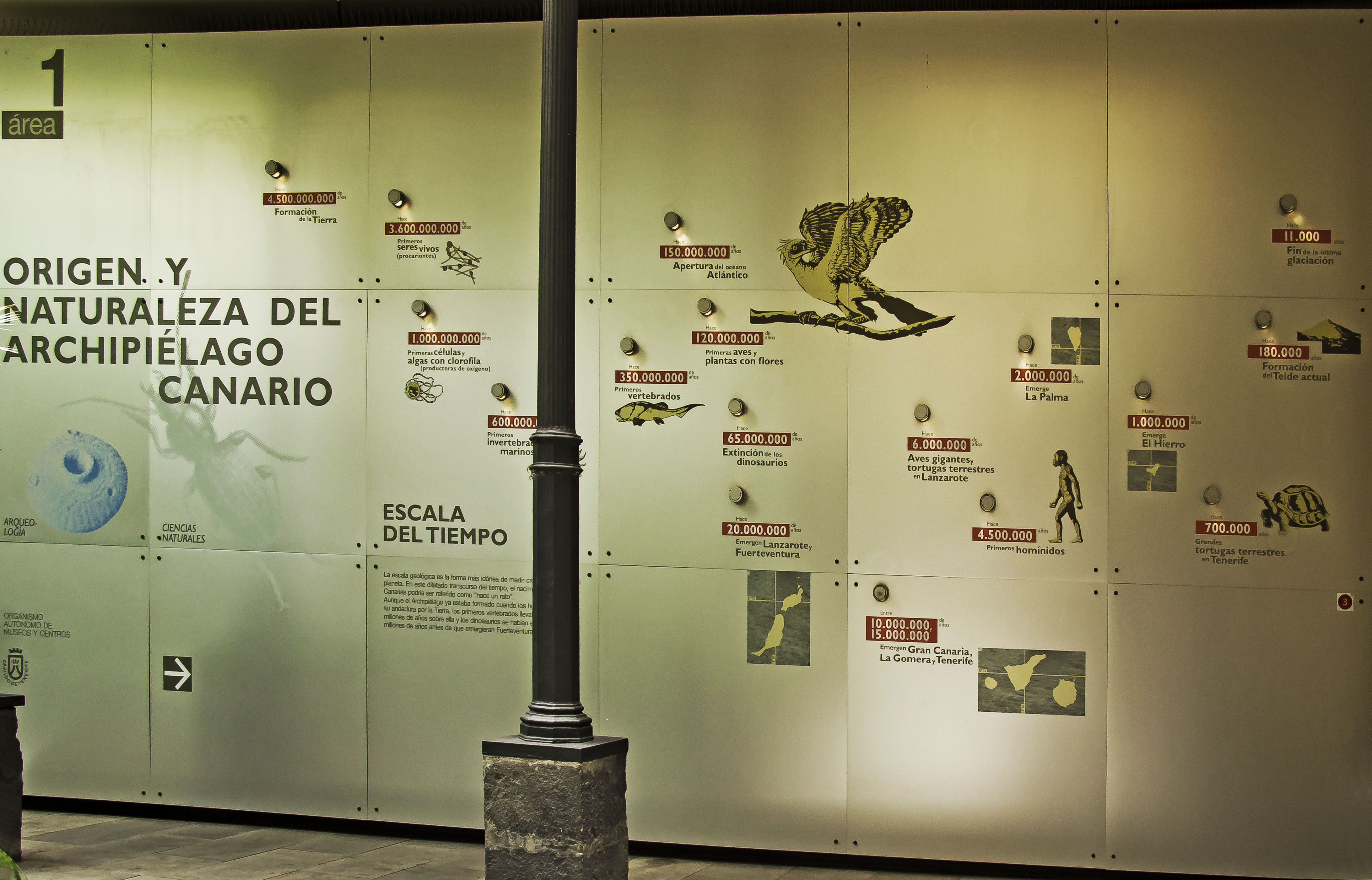
Die Entwicklungsgeschichte der kanarischen Inselgruppe

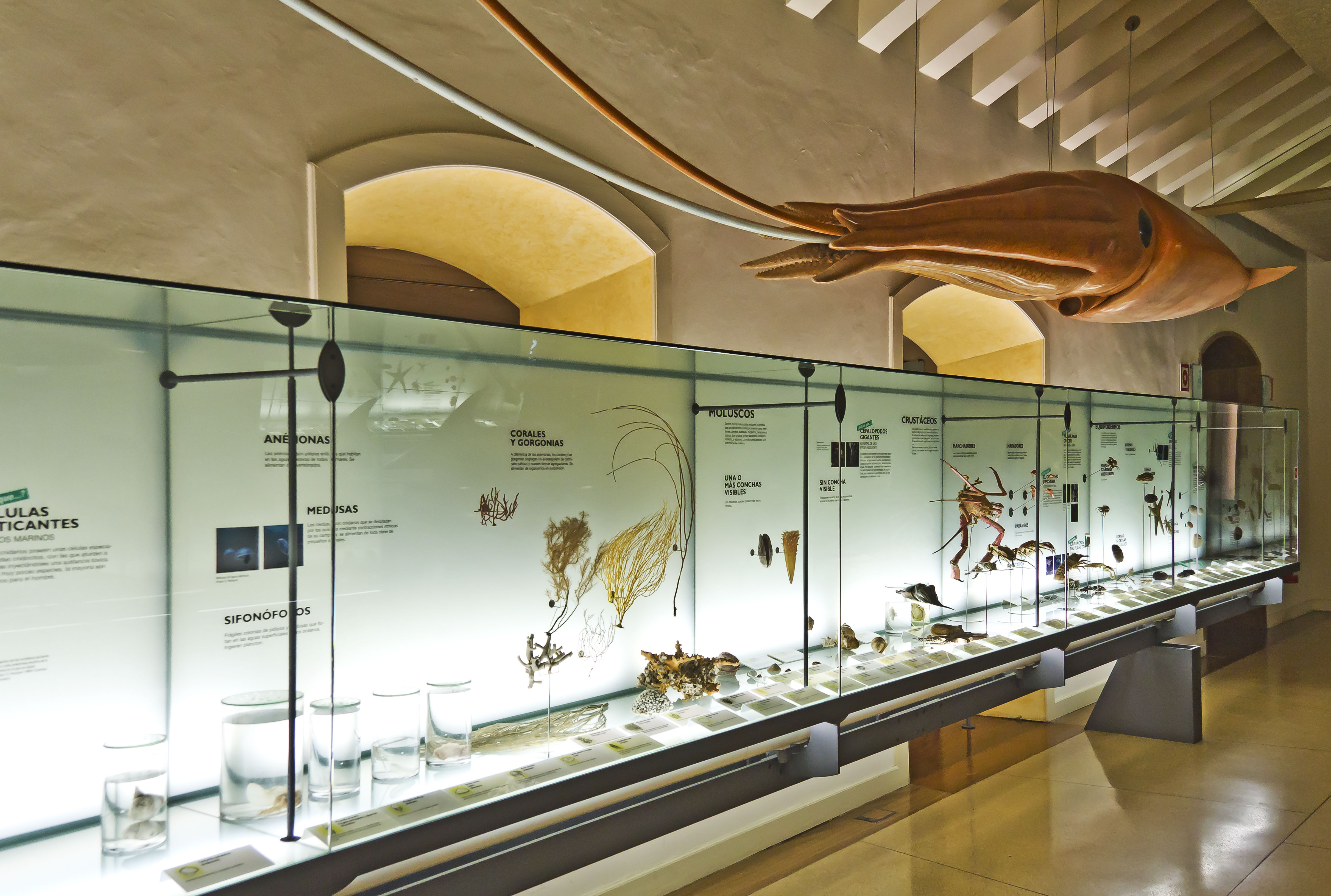
Darstellung der Meeresbiologie der Kanarischen Inseln

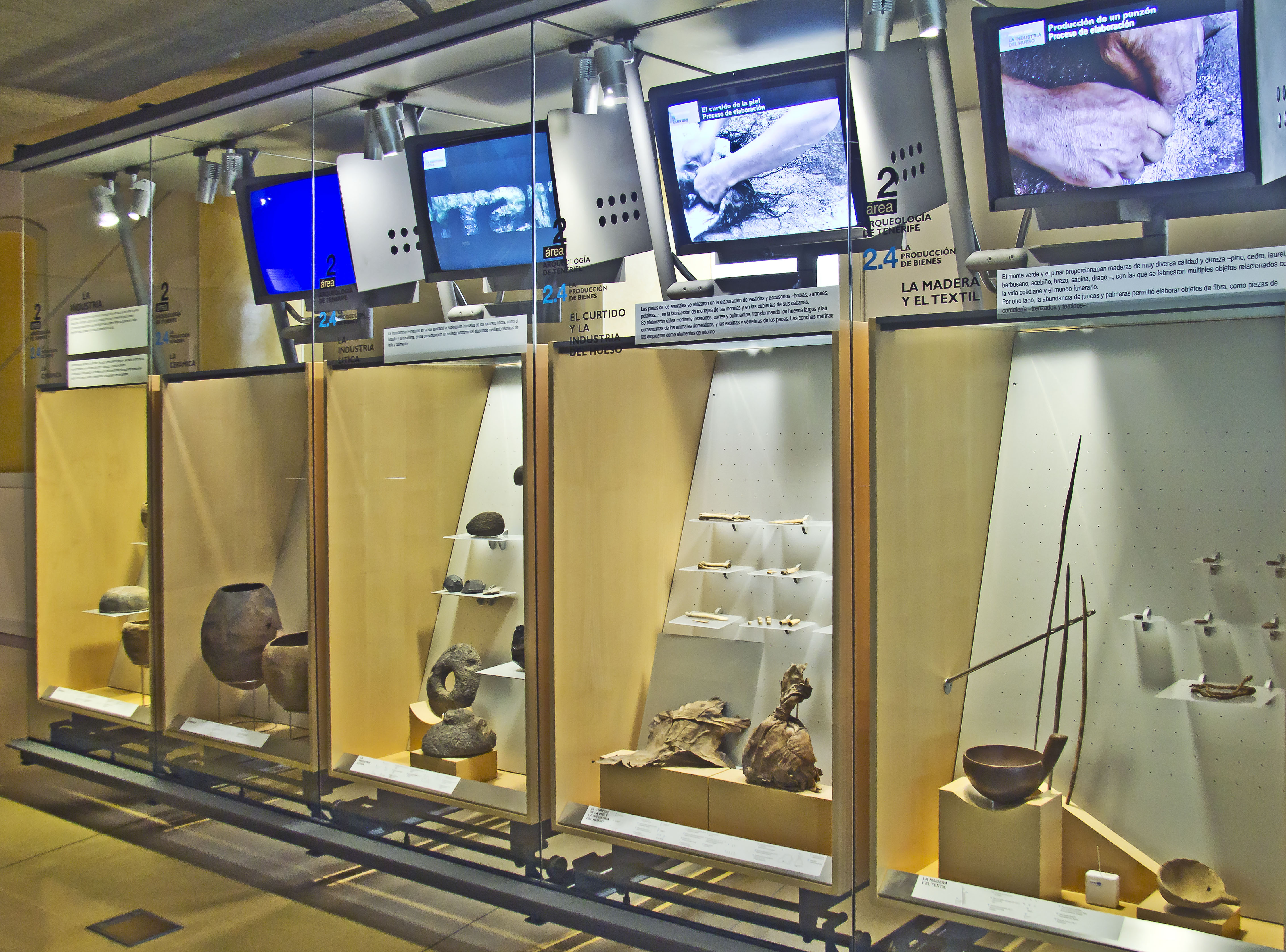
Die Anwendung der archäologischen Fundstücke wird darüber in Filmsequenzen erklärt.

Im östlichen Patio des Erdgeschosses, dem Patio Manuel de Oráa, befindet sich eine große chronologische Darstellung der Entstehung der Kanarischen Inseln und ihrer Flora und Fauna. In dem dahinterliegenden einzigen Dauerausstellungsraum des Erdgeschosses werden die geologischen Zusammenhänge, die zur Entstehung der Inseln geführt haben dargestellt und mit Schaubildern und Filmprojektionen ein Überblick über die Vegetationszonen der Inseln gegeben.
In den zwei Obergeschossen zeigen die Ausstellungsflächen um den westlichen Patio, dem Patio Las Palmeras, die Sammlungen die sich mit der biologischen Entwicklung der Inseln und des angrenzenden Seegebietes befassen. Die Ausstellungen stellen verschiedene Entwicklungsstadien der einzelnen Teilgebiete dar: Botanik, die wirbellose Landtiere, die Wirbeltiere, Mineralien, Felsen und Fossilien sowie die Meeresbiologie.
Auf den Ausstellungsflächen um den östlichen Patio sind die Sammlungen zu sehen, die die Entwicklung der Bevölkerung der Kanarischen Inseln vor der Eroberung durch die Europäer zeigen. Dabei wurde die Gliederung der alten Sammlungen von Fundstücke aus der Zeit der Altkanarier beibehalten. Sie enthalten Werkzeuge, Geräte, vermutliche Kultgegenstände und Schmuck. Die Ergebnisse archäologischen Ausgrabungen auf der Insel Teneriffa und sonstigen Forschungen werden gesondert dargestellt. Ein Ausstellungsraum beschäftigt sich mit den Petroglyphen auf den Kanarischen Inseln. In einem Ausstellungssaal wird die unterschiedliche Entwicklung der Ethnien der einzelnen Kanarischen Inseln gegenübergestellt.
In der Abteilung für biologische Anthropologie wird ein Teil der Bestände des Instituto Canario de Bioantropología zusammen mit neueren Fundstücken präsentiert. Wegen der besseren Konservierungsmöglichkeiten des Museums wurden die auf der Insel gefundene Mumien und Mumienreste in dem Museum zusammengefasst.

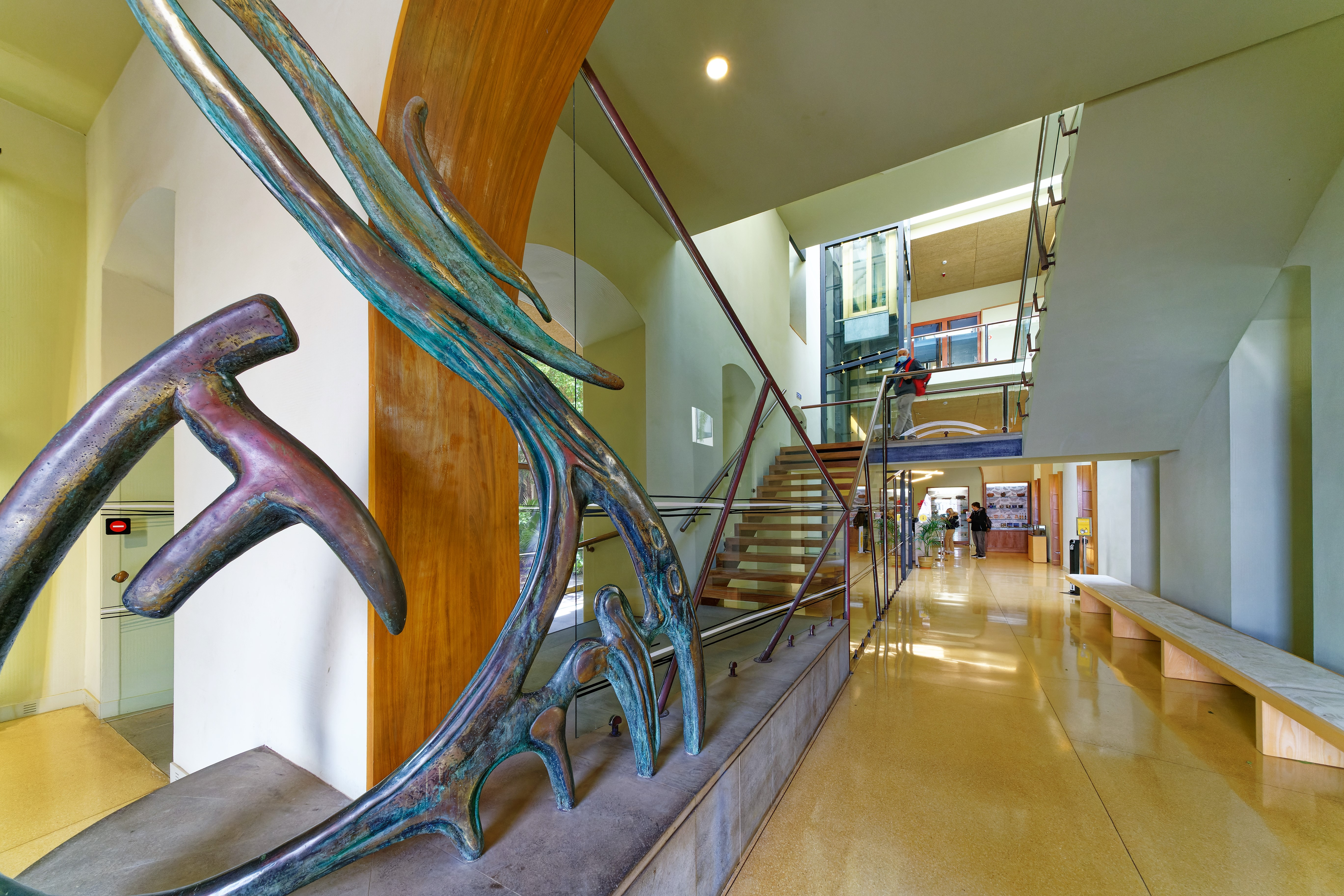
Die Eingangshalle

## Nutzung der Ausstellungen
- Abgesehen von wenigen Feiertagen ist das Museum täglich für Besucher geöffnet.
- Die Nutzung der Ausstellungen ist auch für Personen mit Behinderungen möglich.[3]
- Zu bestimmten Zeiten ist der Besuch des Museums kostenfrei.
- In den Ausstellungen finden täglich kostenlose Führungen in verschiedenen Sprachen statt.
- Das Museum bietet unterschiedliche Veranstaltungen wie Sonderführungen und Ferienworkshops für Kinder an. Dafür gibt es in den einzelnen Ausstellungsbereichen Räume mit Unterrichtsmaterialien, die durch das Museumspersonal erstellt wurden, in denen bei Besuchen von Schulklassen praktische Übungen durchgeführt werden können, die das Gesehene vertiefen.

## Aktivitäten des Museums

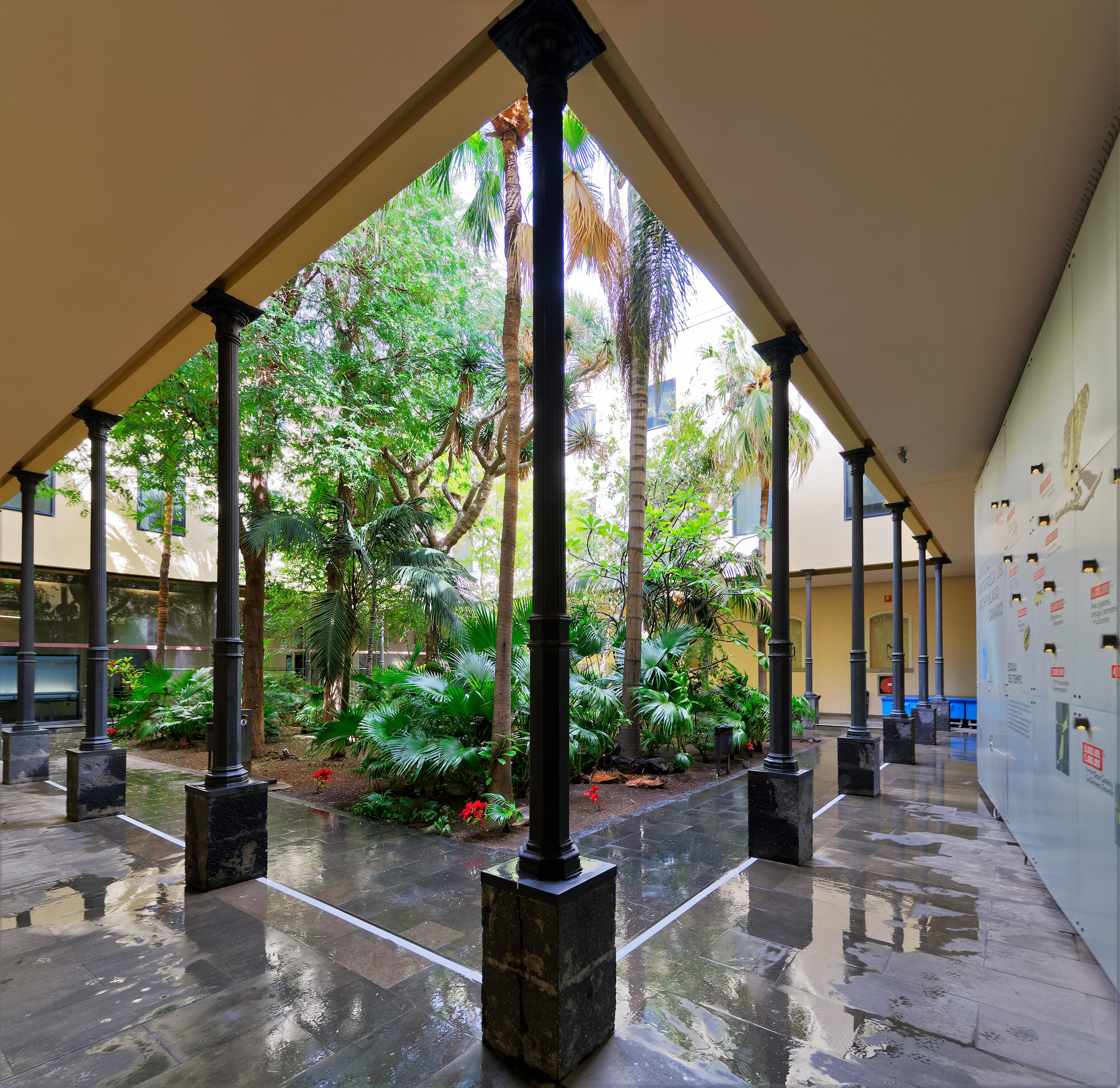
Der Innenhof

Seit 2014 richtet das Museo de la Naturaleza y el Hombre das Festival #NaturaJazz aus. Das Festival de Jazz y Fotografía de la Naturaleza (Festival des Jazz und der Naturfotografie) verbindet die fotografische Darstellung der Natur besonders im engeren geografischen Bereich Teneriffas und des mittleren Atlantiks mit Jazz von Bands aus dieser Gegend. Bei den Hauptveranstaltungen im Museum werden zu Livemusik Bilder der Natur, in erster Linie herausragende Tierfotos, über einen großen Bildschirm projiziert. Darüber hinaus gibt es Kurse zur Einführung in Naturfotografie und Jazz für Kinder in den Räumen des Museums. Die Einführungskurse in die Naturfotografie für Erwachsene finden z. B. im Landschaftspark Anaga und im Landschaftspark Teno statt. Es werden Fotoausflüge zu besonders geeigneten Orten der Insel organisiert. An öffentlichen Diskussionen über Spezialgebiete der Naturfotografie wie Wirbeltiere der Kanarischen Inseln oder Unterwasserfotografie nehmen bekannte Fotografen dieser Sachgebiete teil.
Im Rahmen der Aufgabenstellung der Museos de Tenerife organisierte das Personal des Museums internationale Kongresse z. B. zu dem Thema Mumien und beteiligt sich am Austausch zwischen verschiedenen Museen Europas.
In enger Zusammenarbeit mit der Universität La Laguna ist das Personal des Museums regelmäßig an archäologischen Ausgrabungen auf den Kanarischen Inseln beteiligt, um die Erfassung und die Sicherung der Fundstücke zu gewährleisten. Das Museum übernimmt dabei, als Teil der Körperschaft Museos de Tenerife, die Veröffentlichung der Forschungsergebnisse.
Das Museum trat schon vor der Gründung des Organismo Autónomo de Museos y Centros de Tenerife als Herausgeber von Zeitschriften und Büchern auf und gibt Unterrichtsmaterial für Schulen heraus.

Im Zusammenhang mit diesen Aktivitäten finden temporäre Ausstellungen im Museum, aber auch außerhalb des Museums statt.

Ein Rundgang durch das Museum
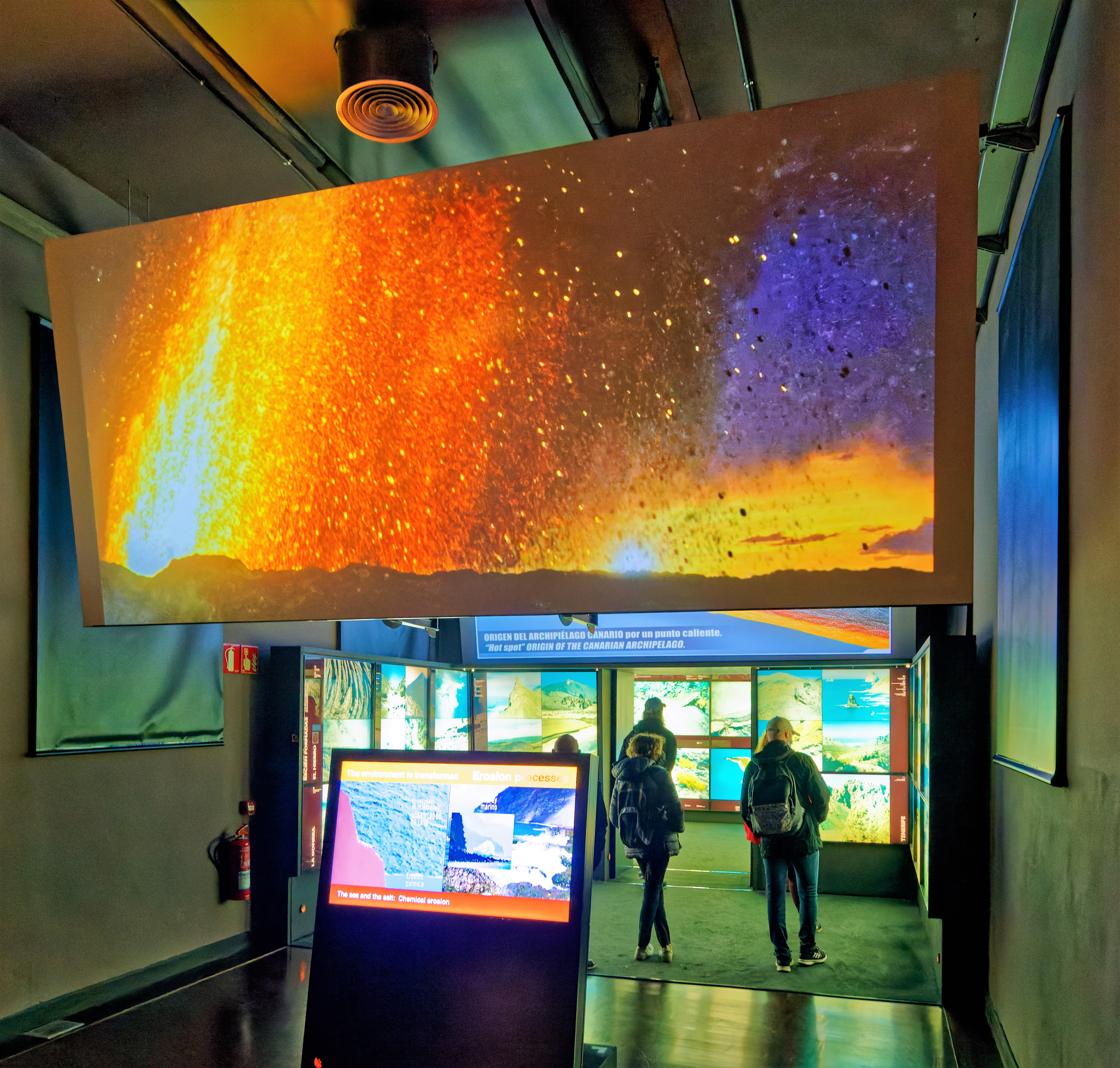
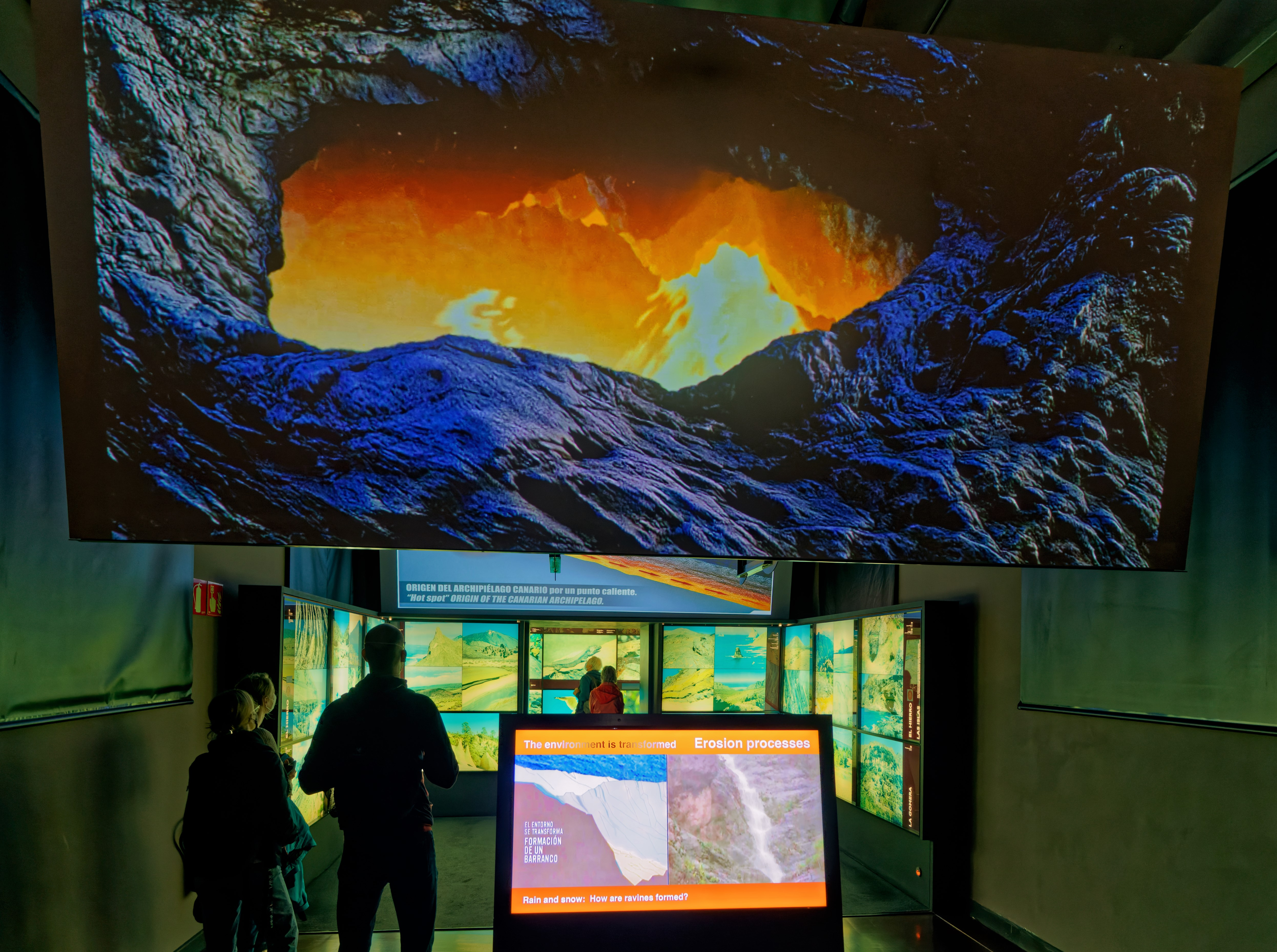
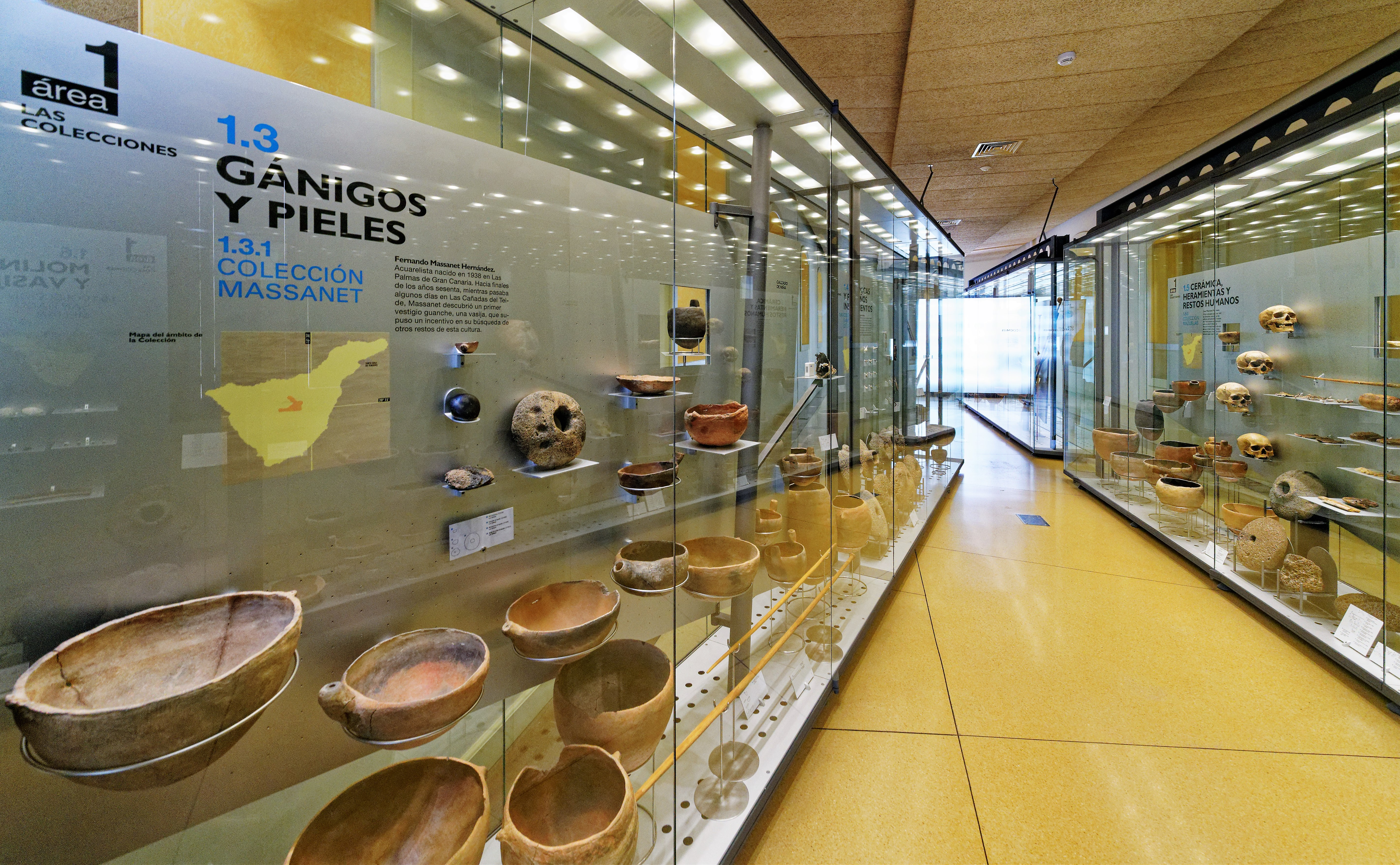
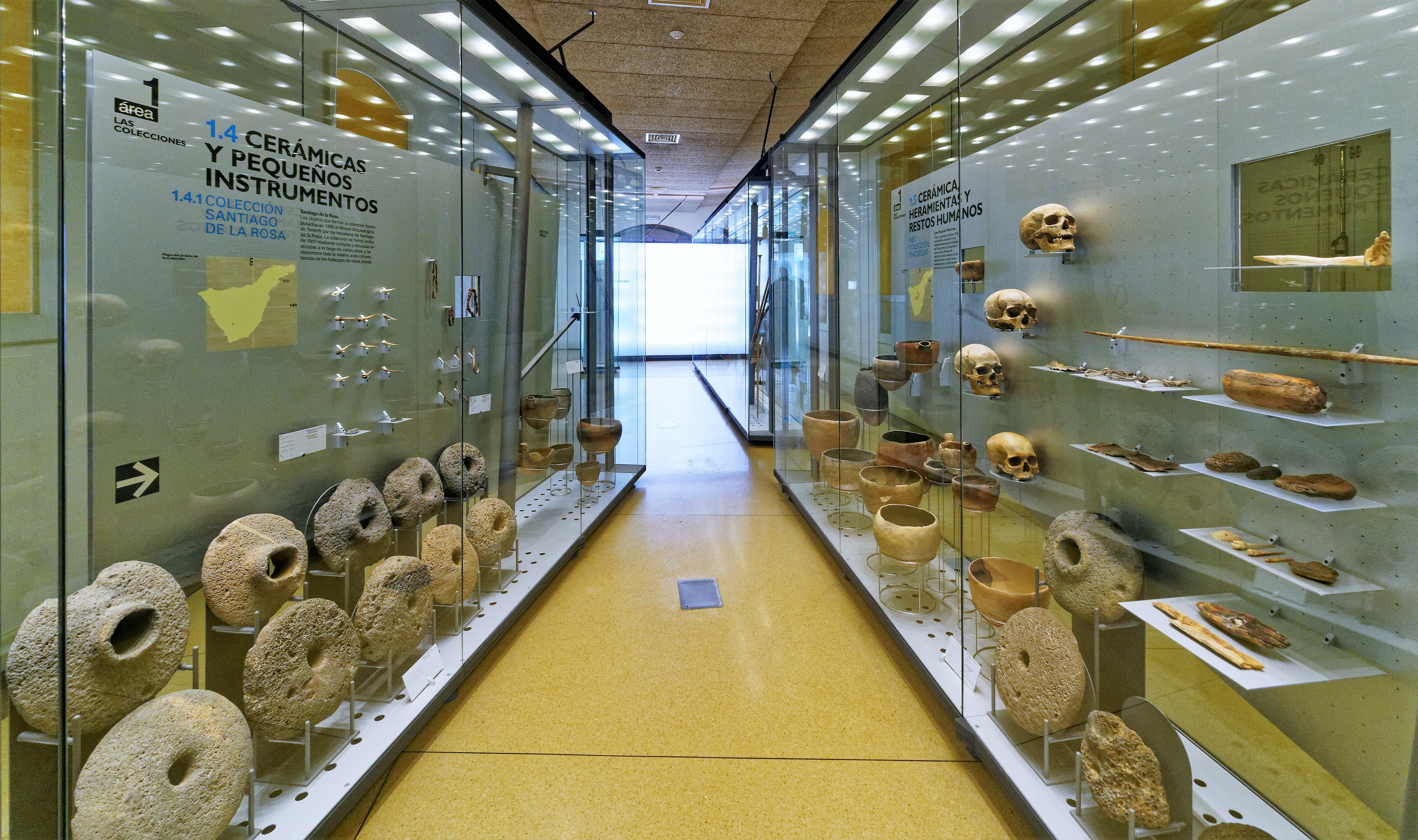
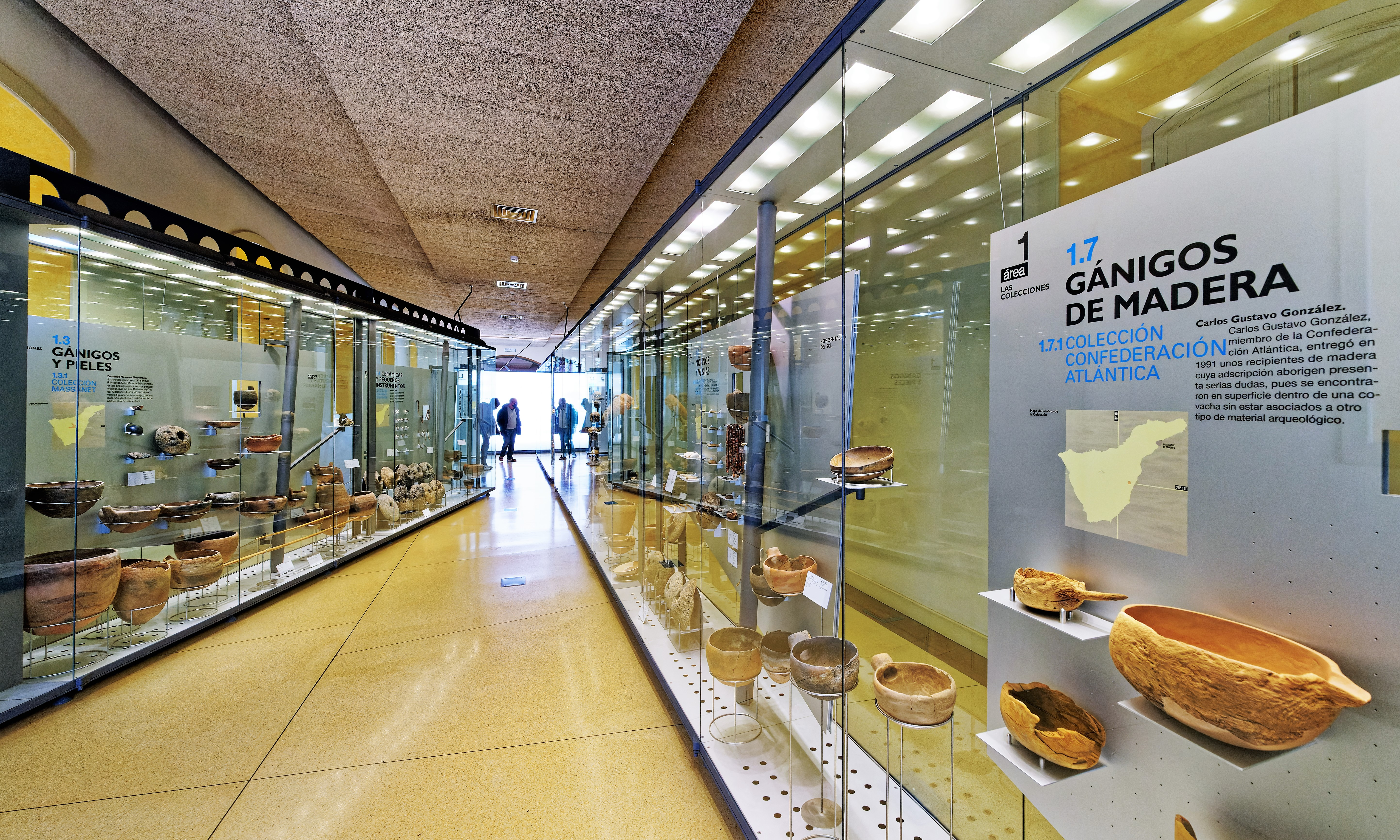
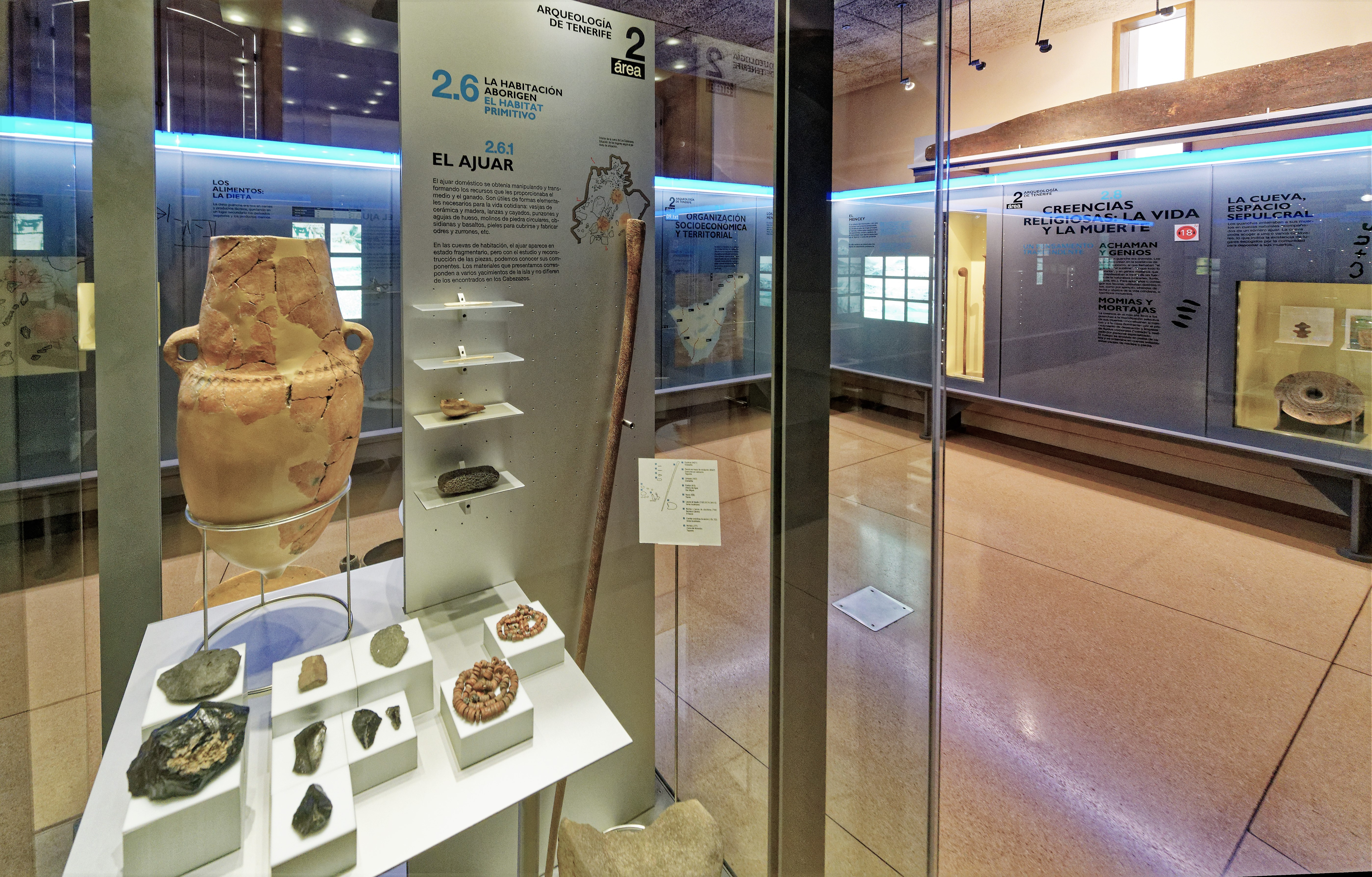
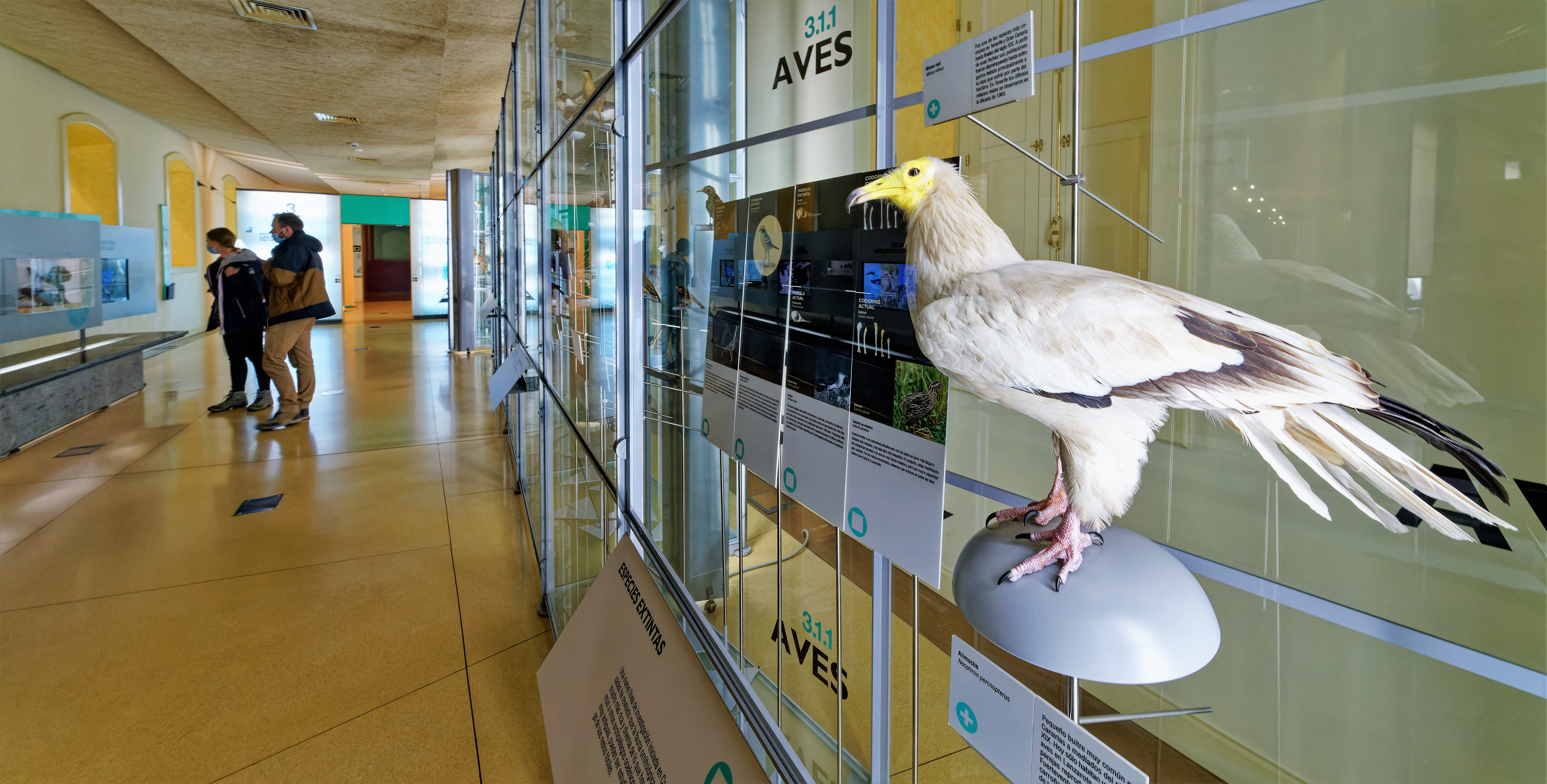
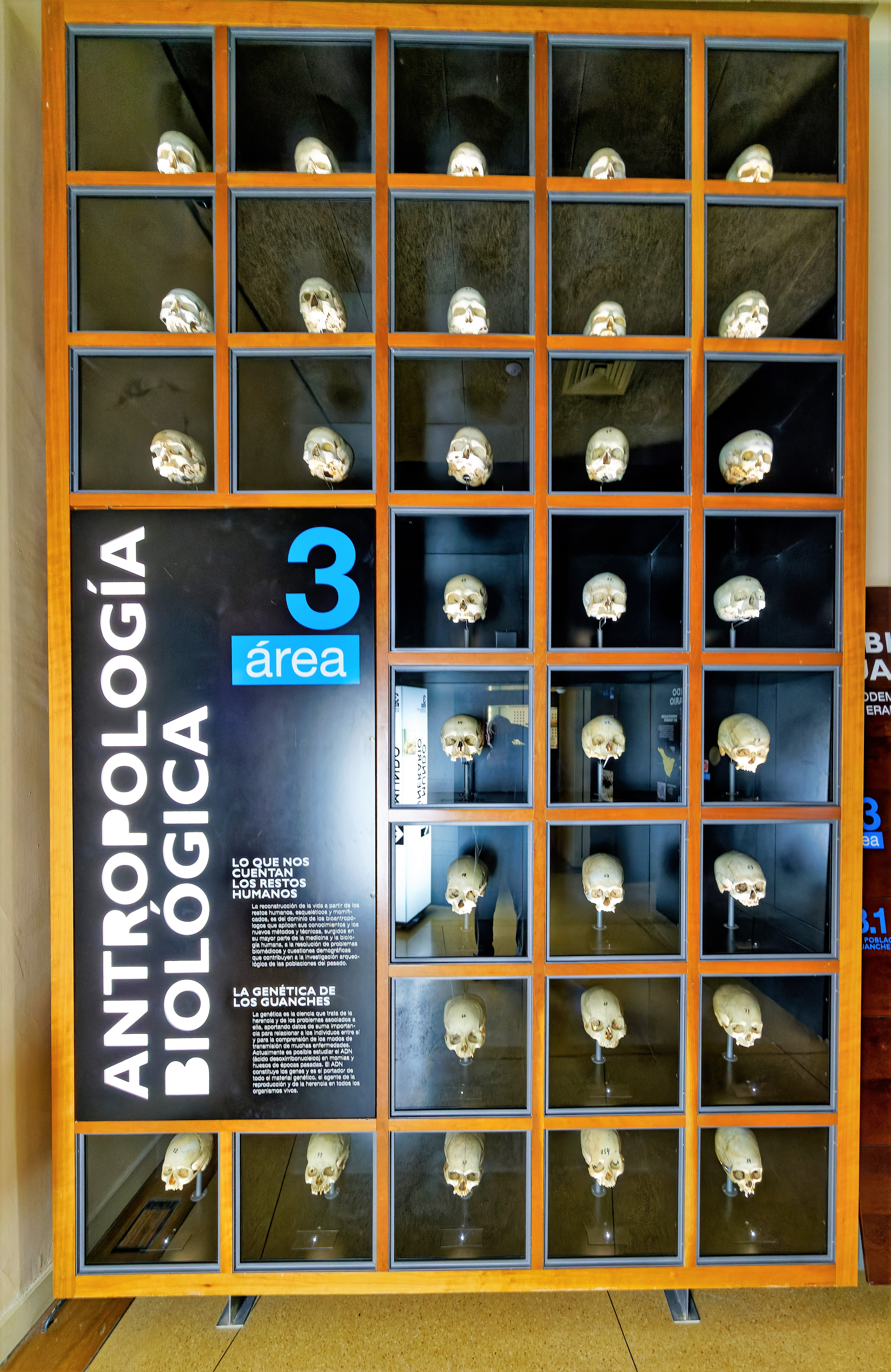
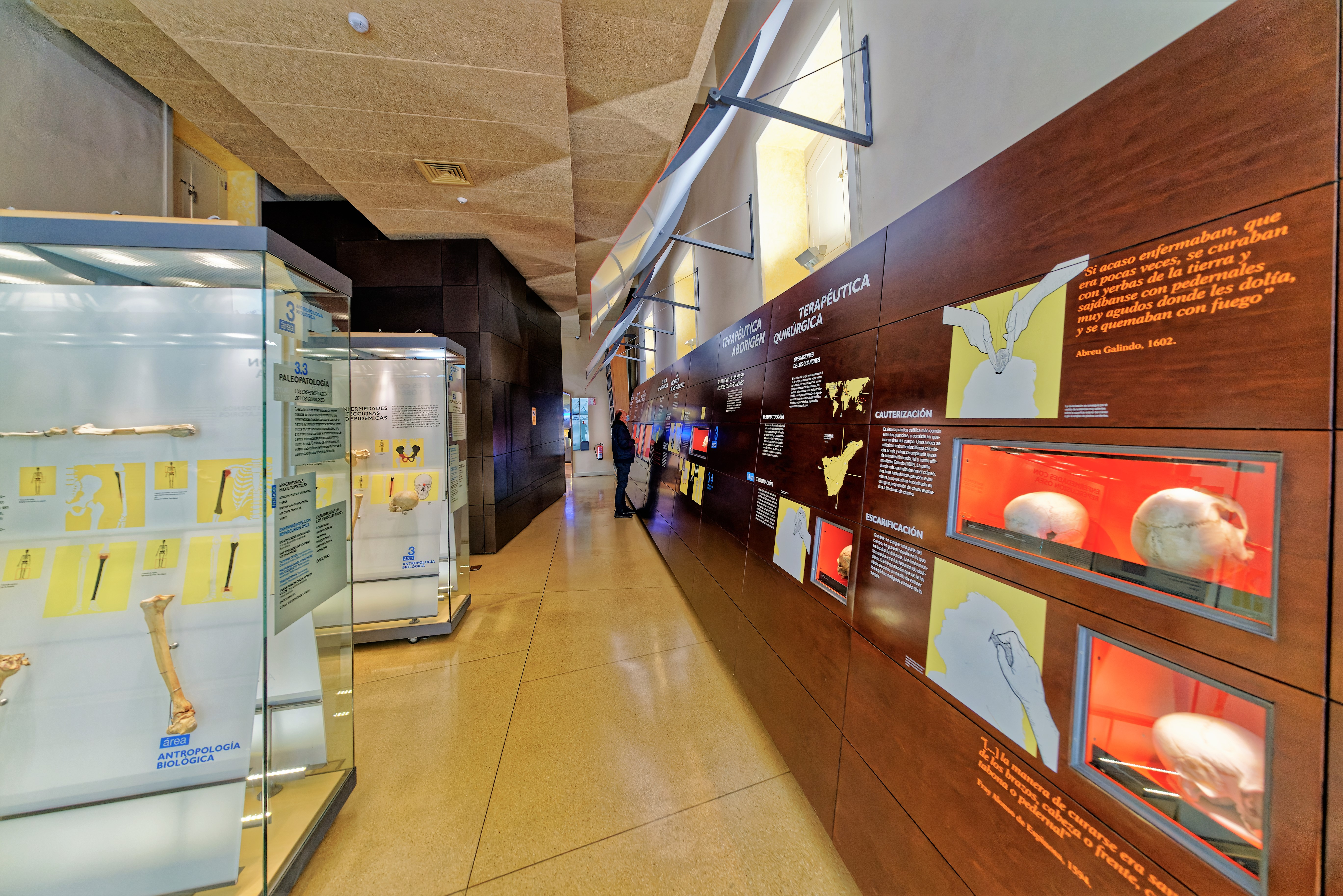
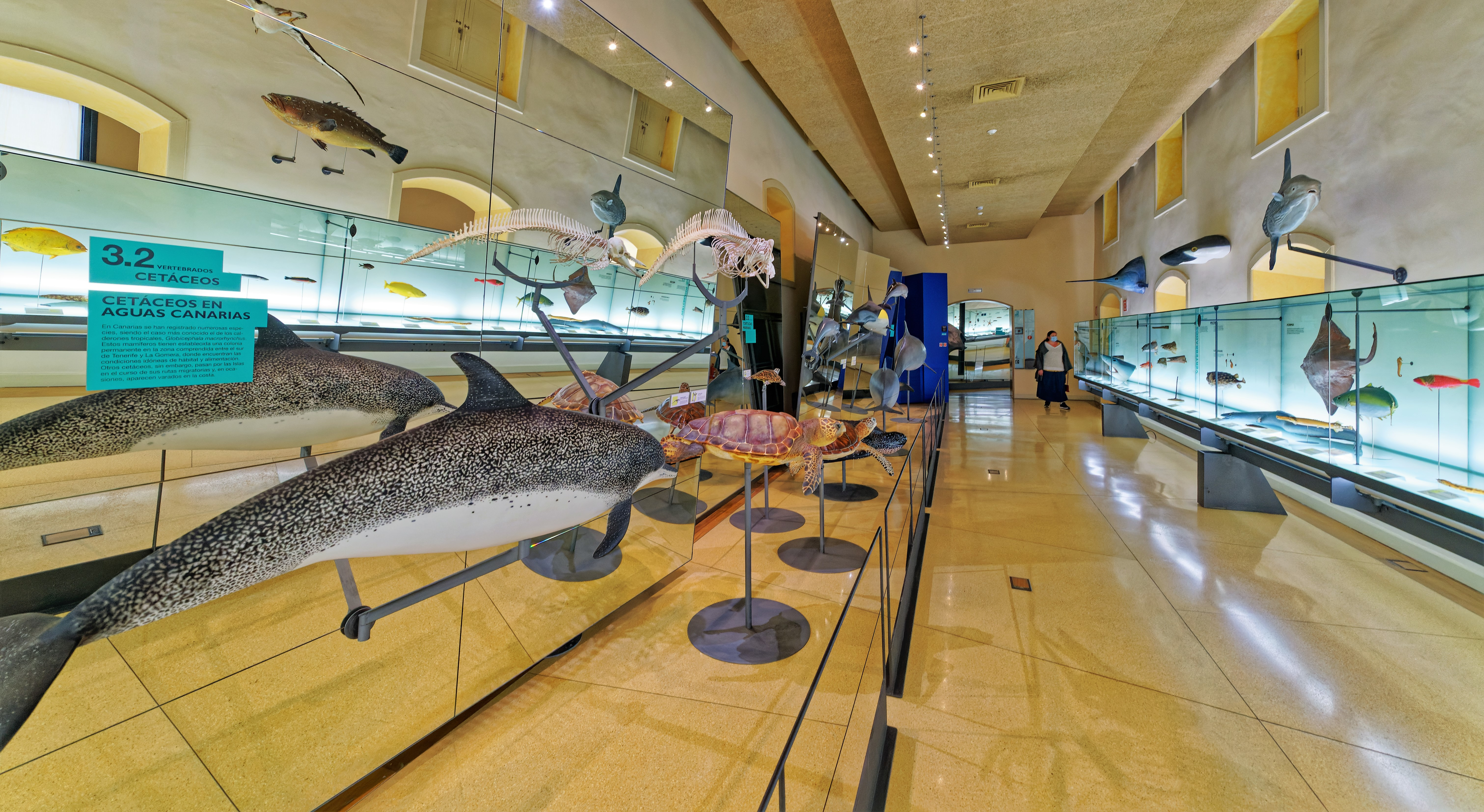
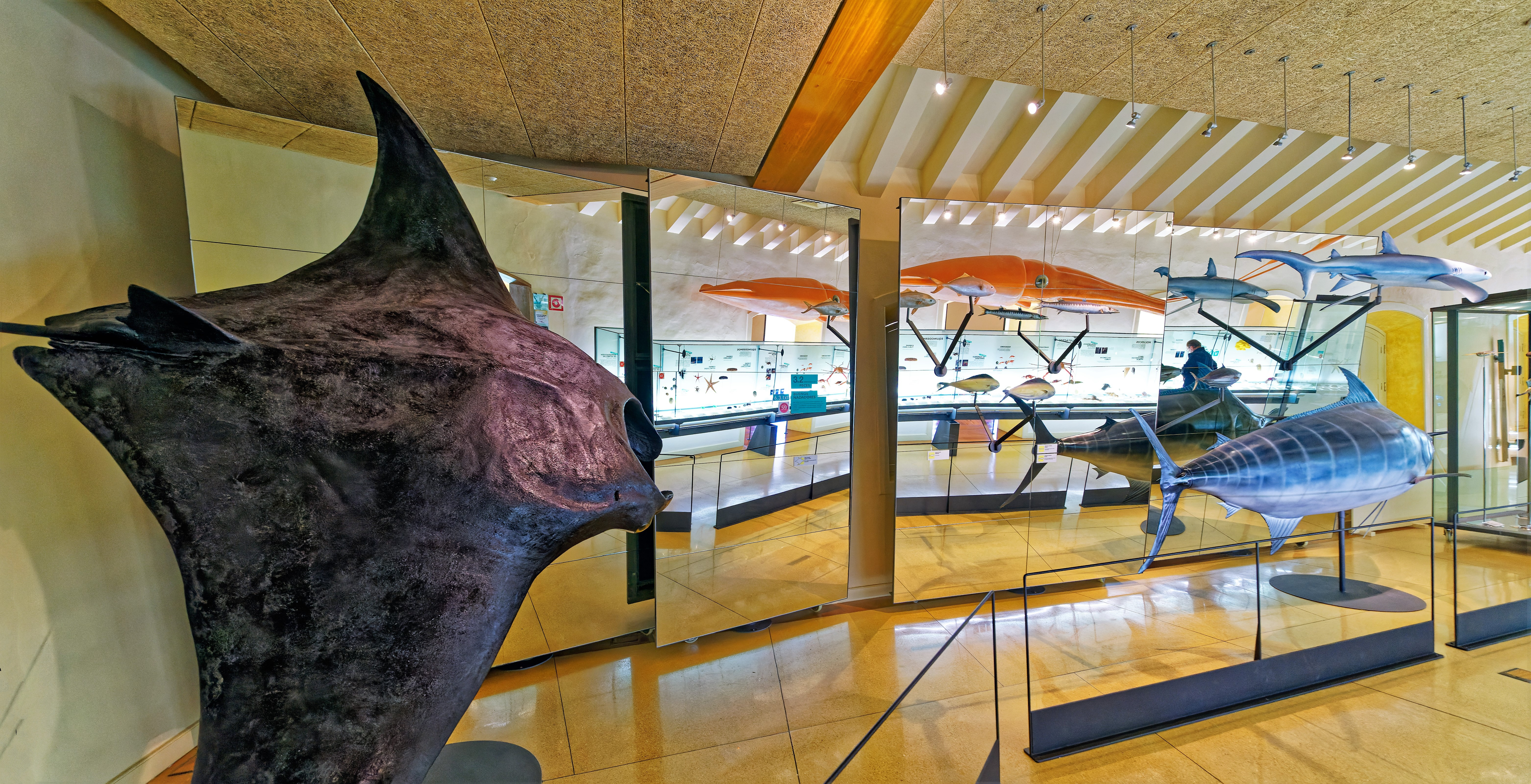
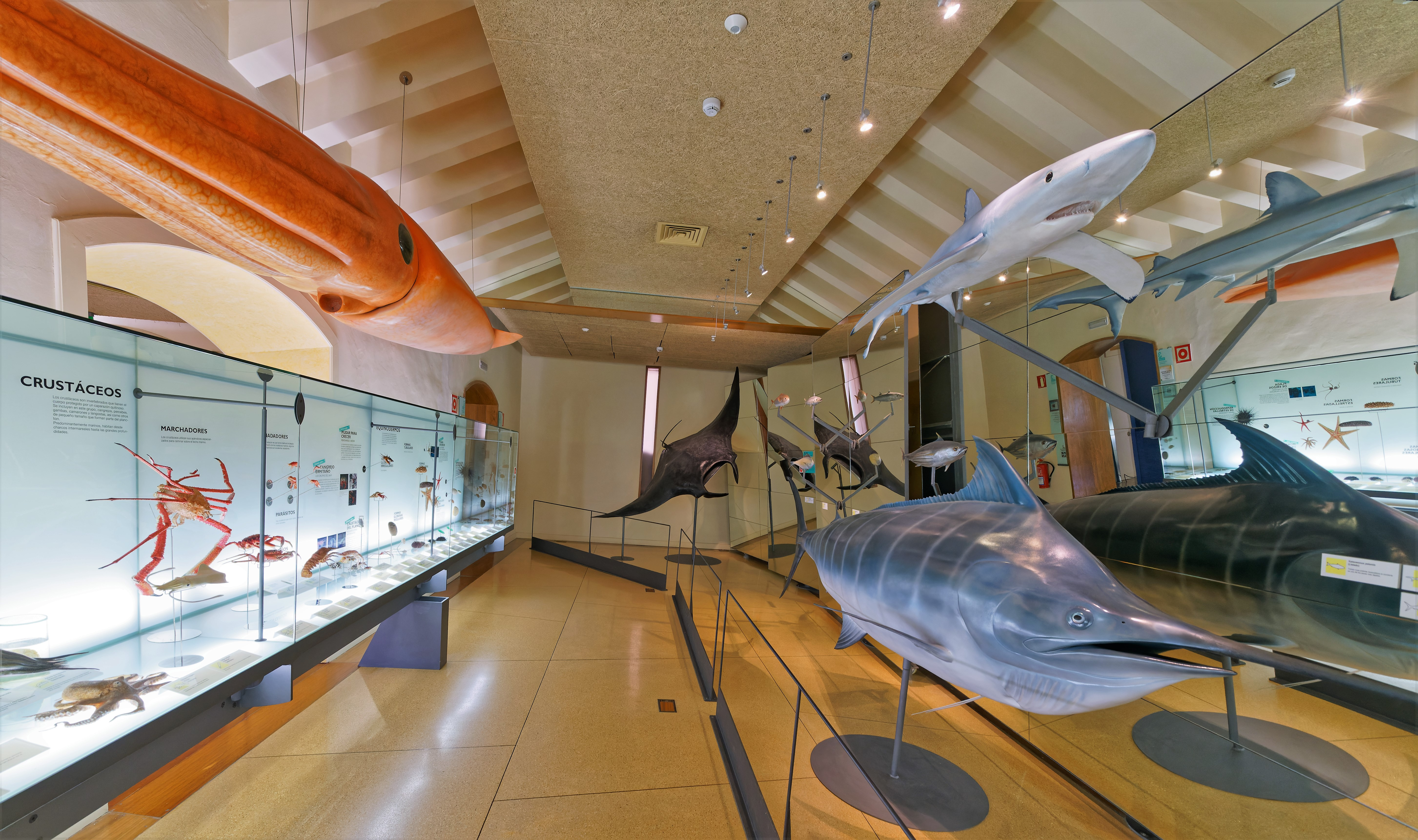
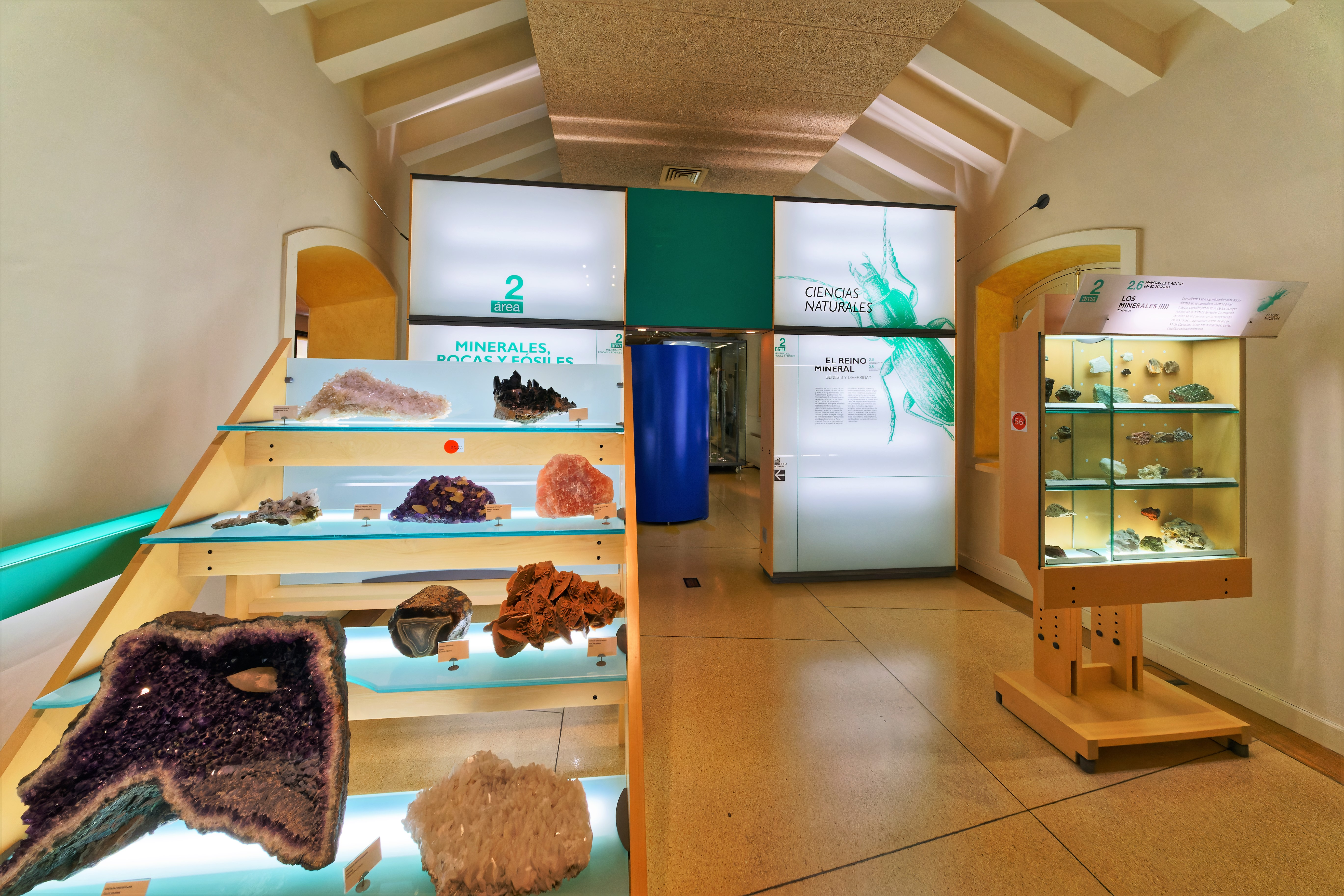
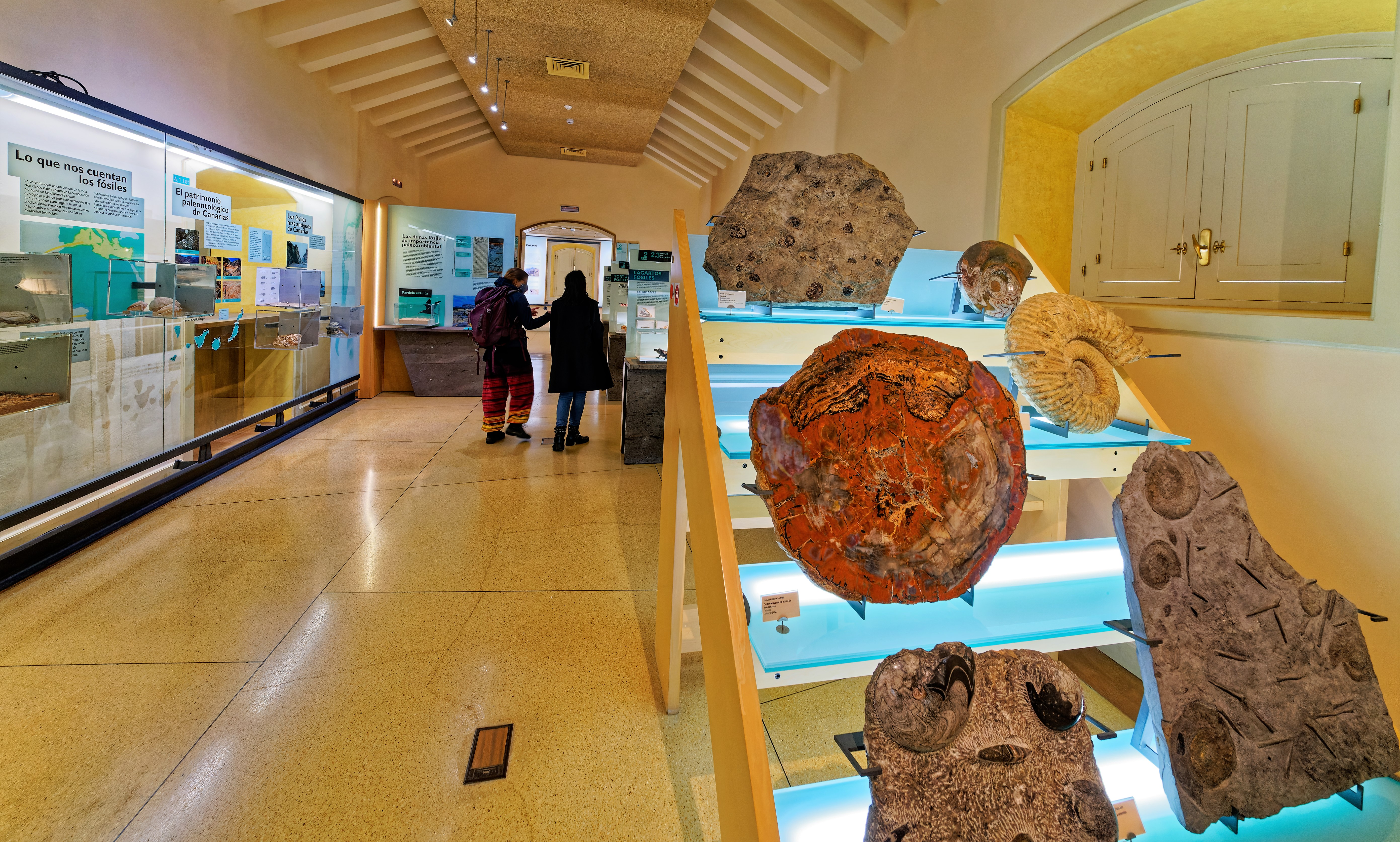